# Збуйно (Великопольське воєводство)
Збуйно (пол. Zbójno) — село в Польщі, у гміні Клодава Кольського повіту Великопольського воєводства.
Населення — 137 осіб (2011).
У 1975-1998 роках село належало до Конінського воєводства.

## Демографія
Демографічна структура станом на 31 березня 2011 року:
|          | Загалом | Допрацездатний вік | Працездатний вік | Постпрацездатний вік |
| -------- | ------- | ------------------ | ---------------- | -------------------- |
| Чоловіки | 71      | 12                 | 45               | 14                   |
| Жінки    | 66      | 13                 | 33               | 20                   |
| Разом    | 137     | 25                 | 78               | 34                   |